# Garden Sound
Garden Sound ist ein brasilianisches Unternehmen und ehemaliger Hersteller von Automobilen.

## Unternehmensgeschichte
Das Unternehmen wurde 1997 in São Paulo gegründet. Im Angebot steht Zubehör für Automobile, insbesondere im Bereich Autoradio. Zwischen 2006 und 2009 stellte es auch Nachbildungen klassischer Fahrzeuge her. Der Markenname lautete Garden Sound.

## Fahrzeuge
Ein Modell war die Nachbildung des Porsche 550. Auf einen Rohrrahmen wurde eine offene Karosserie aus Fiberglas montiert. Das Fahrzeug war bei einem Radstand von 220 cm 375 cm lang, 155 cm breit und 120 cm hoch. Ein Vierzylinder-Reihenmotor mit Turbolader und 200 PS Leistung war hinter den Sitzen in Mittelmotorbauweise montiert. Die Höchstgeschwindigkeit war mit 243 km/h angegeben.
Außerdem wird die Nachbildung des AC Cobra genannt.